# Zwitserse referenda 1972

De referenda in Zwitserland in 1972 vonden plaats op 5 maart, 4 juni, 24 september en 3 december 1972.

## Maart
De eerste twee referenda die plaatsvonden op 5 maart 1972 gingen over de bevordering van de woningbouw en een amendement op de Zwitserse Grondwet om huurders beter te beschermen. Enkel het laatste voorstel kreeg een meerderheid.

## Juni
Het derde en vierde referendum op 4 juni gingen over de stabilisering van de bouwmarkt en de muntbescherming. Beide voorstellen werden goedgekeurd.

## September
Het vijfde referendum op 24 september ging over een voorstel voor de instelling van een vrijwel algemeen verbod op de uitvoer van wapens. Dit referendum was een uitloper van het Bührle-schandaal betreffende de illegale export van wapens door de firma Oerlikon. De tegenstanders van het voorstel wezen op de zware gevolgen voor de Zwitserse wapenindustrie. Er was maar een opkomst van 33% van de kiezers en het voorstel werd verworpen met 593.000 tegen 584.000 stemmen.

## December
De laatste referenda werden gehouden op 3 december. Het zesde referendum ging over de invoering van een algemeen volkspensioen en het zevende en belangrijkste referendum over de goedkeuring van het vrijhandelsverdrag met de Europese Economische Gemeenschap (EEG).

### Volkspensioen
Het voorstel voor een algemeen volkspensioen met als doel de inkomsten te nivelleren was een initiatief van de communisten. Vervolgens was er een minder radicaal tegenvoorstel gedaan dat een uitbreiding inhield van de sociale uitkeringen. Dit tegenvoorstel kreeg een grote meerderheid van 1.393.000 tegen 418.000 stemmen.

### Vrijhandelsverdrag
Zowel de communisten als uiterst recht voerden oppositie maar het vrijhandelsverdrag met de EEG werd met een ruime meerderheid van 1.345.000 tegen 509.000 stemmen goedgekeurd.